# Darwin (Falkland)
 For alternative betydninger, se Darwin. (Se også artikler, som begynder med Darwin)
Darwin, er en mindre bebyggelse på Falklandsøerne, som ligger på en landtange, der forbinder den østlige og vestlige del af hovedøen East Falkland. 
Darwin er beliggende ca. 44 km nord for Goose Green, og er opkaldt efter Charles Darwin.
51°48′00″S 58°59′00″V / 51.8°S 58.9833°V